# انجمن آدم‌ربایی
«انجمن آدم ربایی» (انگلیسی: The Abduction Club) یک فیلم بریتانیایی است که در سال ۲۰۰۲ منتشر شد. از بازیگران آن می‌توان به آلیس ایوانز، سوفیا مایلز، ادوارد وودوارد، لیام کانینگهام، و پاتریک مالاهید اشاره کرد.